# オトナアニメ
『オトナアニメ』（Otona Anime）は、洋泉社より刊行されている日本のアニメ雑誌。
2006年7月10日に創刊され、以後季刊ペースで発行されている（発売日は1・4・7・10月の10日、ただしVol.8のみ5月29日発売）。フリーライターの多根清史がスーパーバイザーを務める。
監督、脚本家、声優らへのロングインタビューや対談など、じっくり読ませる誌面構成を特徴とする。アニメ雑誌の三大誌と言われる『アニメージュ』『アニメディア』『月刊ニュータイプ』などの総合誌が取り上げていない作品にも着目し、『涼宮ハルヒの憂鬱』をいち早く特集した。
太田出版の雑誌『CONTINUE』とは判型が同一で内容も共通する傾向があったため、アニメ脚本家の倉田英之は「CONTINUEとまぎらわしいんだよ」と発言している。
2015年2月10日発売の37号を最後に休刊状態である。公式ツイッターや公式ブログの更新も2015年を最後に停止している。